# Fontaine Béla-Bartók
La fontaine Cristaux, souvent appelée fontaine Béla Bartók, est une transcription sculpturale des recherches d'harmonie tonale du compositeur hongrois Béla Bartók. Œuvre du sculpteur Jean-Yves Lechevallier, en acier poli et mosaïque, elle est inaugurée en 1981.

## Historique
Commandée par la mairie du 15e arrondissement de Paris, elle est placée dans un espace vert du Front de Seine entre des immeubles modernes très élevés.